# Robert Borg
Robert John Borg (27 de mayo de 1913-5 de abril de 2005) fue un jinete estadounidense que compitió en la modalidad de doma.
Participó en tres Juegos Olímpicos de Verano entre los años 1948 y 1956, obteniendo una medalla de plata en Londres 1948 en la prueba por equipos. Ganó una medalla de plata en los Juegos Panamericanos de 1955.

## Palmarés internacional
| Juegos Olímpicos     | Juegos Olímpicos          | Juegos Olímpicos | Juegos Olímpicos |
| Año                  | Lugar                     | Medalla          | Categoría        |
| -------------------- | ------------------------- | ---------------- | ---------------- |
| 1948                 | Londres (Reino Unido)     | Medalla de plata | Por equipos      |
| Juegos Panamericanos |                           |                  |                  |
| Año                  | Lugar                     | Medalla          | Categoría        |
| 1955                 | Ciudad de México (México) | Medalla de plata | Individual       |